# Hondroitin 4-sulfat
Hondroitin 4-sulfat je vrsta organskog sulfata, hondroitin-sulfata. Ovaj glikozaminoglikan u vezivnom tkivu tvore ovi nanizani disaharidi: od heksuronskih kiselina to je D-glukuronska kiselina, a od heksozamina to je D-galaktozamin. Hondroitin 4-sulfat nalazimo u hrskavici, kostima, rožnici, koži, chordi dorsalis i aorti. S kolagenom elektrostatski djeluje u jakom međudjelovanju, većinom s kolagenom tipa II.
Hondroitin-sulfat je prvo izoliran prije nego što je karakterizirana struktura, zbog čega je došlo do promjena u terminologiji. Označen brojkom, ovaj sulfat zove se hondroitin-sulfat A. Mjesto sulfatacije je ugljik 4 od saharida N-acetilgalaktozamina (GalNAc).